# Norcatur, Kansas
Norcatur là một thành phố thuộc quận Decatur, tiểu bang Kansas, Hoa Kỳ. Năm 2010, dân số của xã này là 151 người.

## Dân số
Dân số các năm:
- Năm 2000: 169 người
- Năm 2010: 151 người